# 比亚坎皮利特拉
比亚坎皮利特拉，是西班牙阿拉贡自治区韦斯卡省的一个市镇。总面积108平方公里，总人口36人（2001年），人口密度0人/平方公里。